# IC 1397
IC 1397 је спирална галаксија у сазвјежђу Водолија која се налази на листи објеката дубоког неба у Индекс каталогу.
Деклинација објекта је - 4° 53' 4" а ректасцензија 21h 44m 2,2s. Привидна величина (магнитуда) објекта IC 1397 износи 14,5 а фотографска магнитуда 15,3. IC 1397 је још познат и под ознакама NPM1G -05.0614, PGC 170372.